# Merad
Pour les articles homonymes, voir Merad (homonymie).
Merad, également typographié Meurad, est une commune de la wilaya de Tipaza en Algérie.

## Histoire
Le village de Meurad est érigé en commune par décret du 19 avril 1888, avec les douars Sahel et Beni Merit.
La commune reste dans le département d'Alger en 1956 et prend le nom de Merad en 1962.

## Géographie

### Situation
Le territoire de la commune de Merad est situé au sud de la wilaya de Tipaza, à environ 15 km au sud de Tipaza.
| Sidi Amar                      | Hadjout                           | Bourkika |
| Menaceur                       | Merad                             | Bourkika |
| Aïn Torki (Wilaya d'Aïn Defla) | Hammam Righa (Wilaya d'Aïn Defla) | Bourkika |

### Localités de la commune
À sa création, en 1984, la commune de Merad est constituée des localités suivantes :
- Belhadj
- Bouchenoune
- Boudjabroune
- Bouyersane Sud
- Doumia
- Fadjana
- Merad
- Tamlat

## Personnalités liées à Merad
- Ali El Hadj Tahar, peintre, écrivain, poète et journaliste né en 1954 à Merad